# Rickenbacker A–22 „frying pan”
A „frying pan” (serpenyő), vagy hivatalos nevén a Rickenbacker A–22 a világon valaha készített első elektromos gitár. Készítője George Beauchamp, aki Adolph Rickenbacker segítségével építette meg a prototípust 1931-ben. A „frying pan” elnevezés a hawaii gitárok jellegzetes testformája, valamint alumínium szerkezete miatt ragadt rá.
George Beauchamp, az amerikai National String Instruments Company egyik alapítója már 1925-ben elkezdett elektromos hangszedőkkel kísérletezni. Az ilyen módön történő hangerősítés ötletét Paul Barth és Harry Watson segítségével sikerült végső formába önteni, majd Adolph Rickenbackernek köszönhetően indulhatott meg a sorozatgyártás. A gyártásra Beauchamp, Rickenbacker, valamint Barth külön céget hozott létre Ro-Pat-In néven, melyet később átneveztek Electro String Instrument Corporation névre. Az eredeti A–22 mellett később bevezették a hosszabb nyakkal készülő A–25 modellváltozatot is.
A frying pan 1931-es prototípusa jávorfából készült, amit azonban az 1932-es sorozatgyártásra már alumíniumra cseréltek. A felépítése a klasszikus hawaii stílusú lap steel gitárokét követi. Hosszú, 24 érintős nyakát a testtel egy faanyagból vágták ki. A testen két patkó alakú mágnes alatt elhelyezkedő vasmag szolgált hangszedőként. Közvetlenül a mágnes mellett kapott helyet a két különálló kivezetés, melyre csavarozással lehetett a vezetéket rögzíteni.
A serpenyő igazán sosem volt sikeres gitártípus, de az biztos, hogy ez a modell adott ihletet Les Paulnak, Leo Fendernek és a többi neves úttörőnek a tömörtestű, valamint a jazzgitárok kifejlesztéséhez. Az eredeti prototípus jelenleg a kaliforniai Santa Anában, a Rickenbacker Múzeumban található.

## Külső hivatkozások
- Rickenbacker International Corporation Archiválva 2007. december 1-i dátummal a Wayback Machine-ben